# Архангельский, Николай Порфирьевич
Николай Порфирьевич Архангельский (1 апреля 1891, Российская империя — 11 декабря 1977, Ташкент, Узбекская ССР) — русский советский просветитель, педагог, краевед. Заслуженный учитель Узбекской ССР (1940).

## Биография
Николай Порфирьевич Архангельский родился в 1891 году. В 1916 году окончил историко-филологический факультет Петербургского университета. С 1916 года преподавал русский язык и психологию в земской школе. В 1918 году приехал в Туркестанский край. В том же году организовал в Ташкенте образцовую трудовую школу имени Н. Г. Чернышевского, в которой разрабатывал принципы трудового и политехнического обучения. 
В 1920 году руководил школой-коммуной в Фергане. С 1921 года — преподаватель Учёного совета Наркомпроса Туркестанской АССР, председатель комитета, преподаватель на курсах подготовки учителей, Узбекского педагогического института (ИнПрос). С 1931 по 1934 годы работал в Государственном учёном совете при Наркомпросе Узбекской ССР, с 1934 по 1955 годы — научный сотрудник, заведующий отделом и директор НИИ Педагогических наук Узбекской ССР. С 1960 по 1964 годы — доцент кафедры педагогики Ташкентского государственного университета.
Скончался 11 декабря 1977 года, похоронен на Боткинском кладбище Ташкента.

## Научная деятельность
Николай Архангельский является автором более 100 научных работ, посвящённых вопросам педагогики, дидактики, школоведения, истории педагогики. Оказал существенную помощь во время подготовки учебников для начальных классов узбекских, казахских, туркменских, таджикских и киргизских школ. Составитель учебников для начальной школы по русскому языку, природоведению и географии. 

## Награды и звания
- Заслуженный учитель Узбекской ССР (1940)[1]